# Landrecies
Landrecies – miejscowość i gmina we Francji, w regionie Hauts-de-France, w departamencie Nord.
Według danych na rok 1990 gminę zamieszkiwało 3941 osób, a gęstość zaludnienia wynosiła 182 osób/km² (wśród 1549 gmin regionu Nord-Pas-de-Calais Landrecies plasuje się na 227. miejscu pod względem liczby ludności, natomiast pod względem powierzchni na miejscu 43.).

## Współpraca
Miejscowość partnerska:
- Manage, Belgia